# Amt Serkenrode
Das Amt Serkenrode wurde 1843 im Kreis Meschede in der preußischen Provinz Westfalen aus den Kirchspielen Schönholthausen, Schliprüthen und Oedingen gebildet. Das Amt bestand bis zu seiner Auflösung in Nordrhein-Westfalen im Jahr 1969. Sein ehemaliges Gebiet gehört heute zum Kreis Olpe.

## Geschichte
Das Amt entstand 1843 in preußischer Zeit und gehörte zum Kreis Meschede. Es ging aus der bereits bestehenden Bürgermeisterei Serkenrode hervor und setzte sich aus den früheren Kirchspielen und nunmehrigen Landgemeinden Oedingen, Schliprüthen und Schönholthausen zusammen. Der Amtssitz befand sich im namensgebenden Dorf Serkenrode in der Gemeinde Schliprüthen.
1959 verlegte man den Amtssitz in den Ort Finnentrop, der zur Gemeinde Schönholthausen gehörte. Im Jahr 1961 hatte das Amt bei einer Größe von 108,29 Quadratkilometern 13.592 Einwohner.
Mit Inkrafttreten des Gesetzes zur Neugliederung des Landkreises Olpe am 1. Juli 1969 wurde das Amt aufgelöst und auf die Stadt Lennestadt und die Gemeinde Finnentrop im Kreis Olpe aufgeteilt. Ursprünglich hatten Vertreter aller beteiligten Gemeinden, Ämter und des Kreises Olpe vereinbart, dass sich die Gemeinden aus dem Amt Serkenrode sowie die Ortschaft Heggen aus der Gemeinde Attendorn-Land zusammenschließen sollten. Damit sollte die bisher genau durch die Finnentroper Ortslage verlaufende Kreisgrenze bereinigt werden. Nach scharfer Kritik aus dem Kreis Meschede musste der Kreis Olpe drei Jahre lang eine Ausgleichszahlung von jeweils 550.000 Euro an den kleiner gewordenen Kreis Meschede leisten. Im endgültigen Gesetz wurde Oedingen, mit Ausnahme der Ortschaft Schöndelt, der neuen Stadt Lennestadt zugeschlagen.

## Einwohnerentwicklung
| Jahr | Einwohner | Quelle |
| ---- | --------- | ------ |
| 1839 | 4.047     | [ 5 ]  |
| 1871 | 4.613     | [ 6 ]  |
| 1885 | 5.123     | [ 7 ]  |
| 1895 | 5.232     | [ 8 ]  |
| 1910 | 6.527     | [ 9 ]  |
| 1933 | 9.060     | [ 10 ] |
| 1939 | 9.520     | [ 10 ] |
| 1950 | 13.001    | [ 11 ] |
| 1961 | 13.592    | [ 12 ] |